# Leopold Cafe

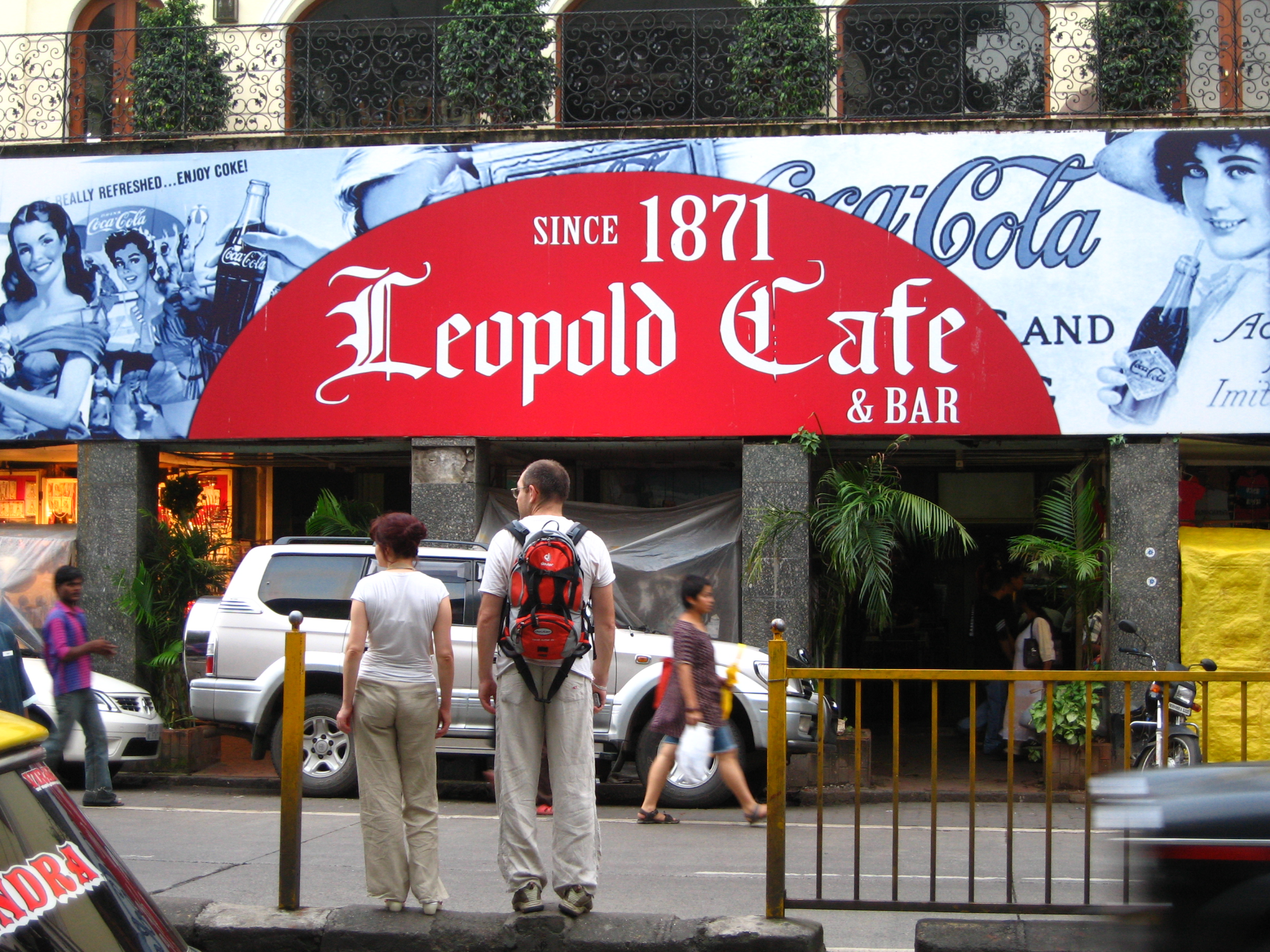
Leopold Cafe.

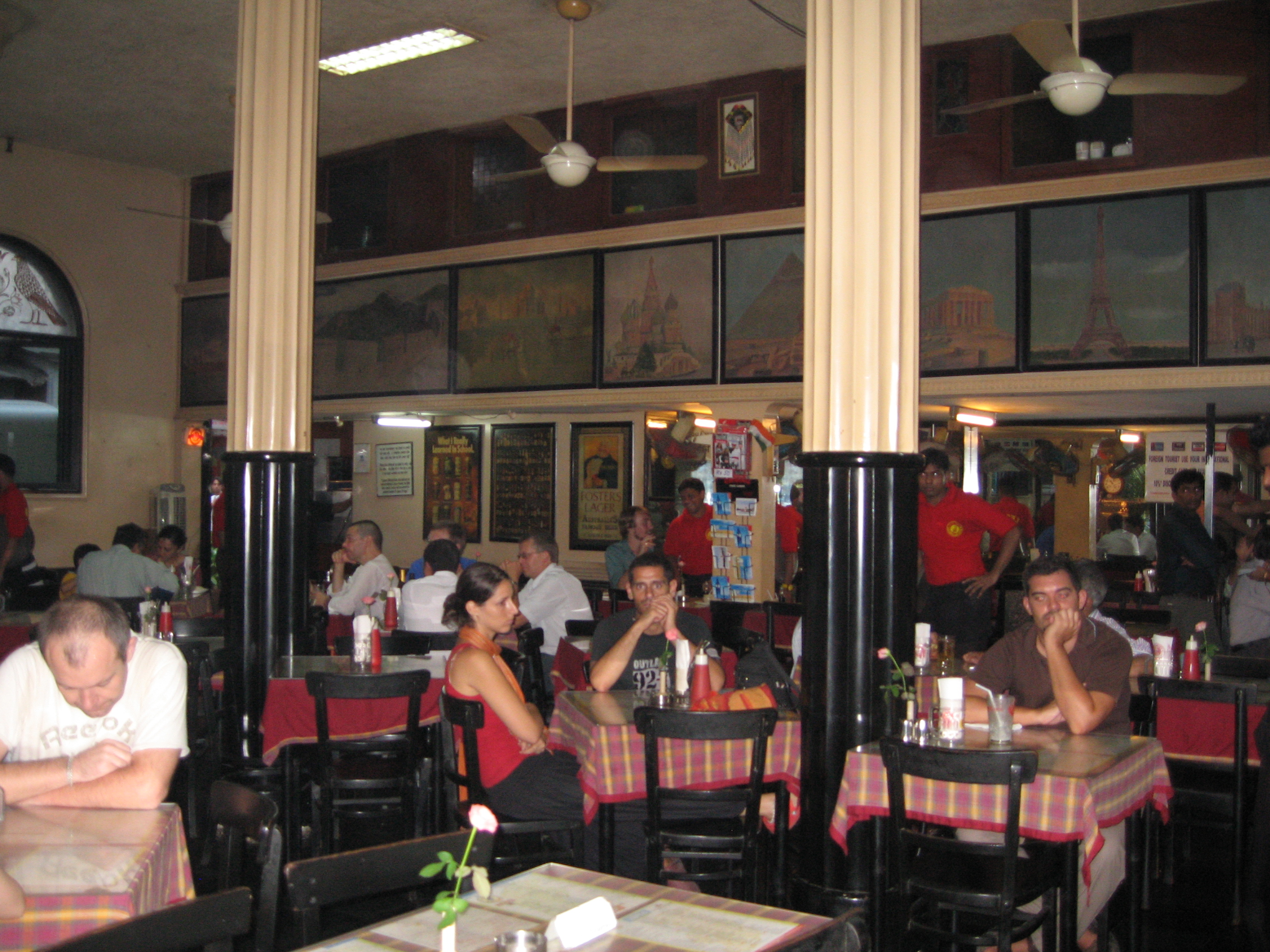
Interior, septiembre de 2007.

El Leopold Cafe es un restaurante muy popular en Bombay, India. Leopold Cafe es un restaurante ubicado en Shahid Bhagat Singh Road, Colaba Causeway, Apollo Bandar, Colaba, Mumbai, Maharashtra 400001, IN. El restaurante está localizado a través de la estación de policía de Colaba, y fue atacado en los atentados terroristas del 26 de noviembre de 2008 en Bombay por terroristas. El café fue mencionado en la novela Shantaram.